# Xian de Xia (Shanxi)
Pour les articles homonymes, voir Xia.
Le xian de Xia (夏县 ; pinyin : Xià Xiàn) est un district administratif de la province du Shanxi en Chine. Il est placé sous la juridiction de la ville-préfecture de Yuncheng.

## Démographie
La population du district était de 346 144 habitants en 1999.